# Pâté de foie
 (février 2019).
Le pâté de foie est une préparation cuite de cuisine, ou de charcuterie — ce qui fait coexister plusieurs recettes et définitions —, réalisée par broyage, mélange et cuisson de foie de porc,,, de volaille (notamment de canard) ou de veau, les espèces pouvant se mélanger, de nombreux liants et produits s'ajoutant éventuellement. Le pâté de foie est populaire en Europe du nord et centrale. Il ne faut pas confondre cette préparation avec la terrine de foie gras.

## Préparation/composition

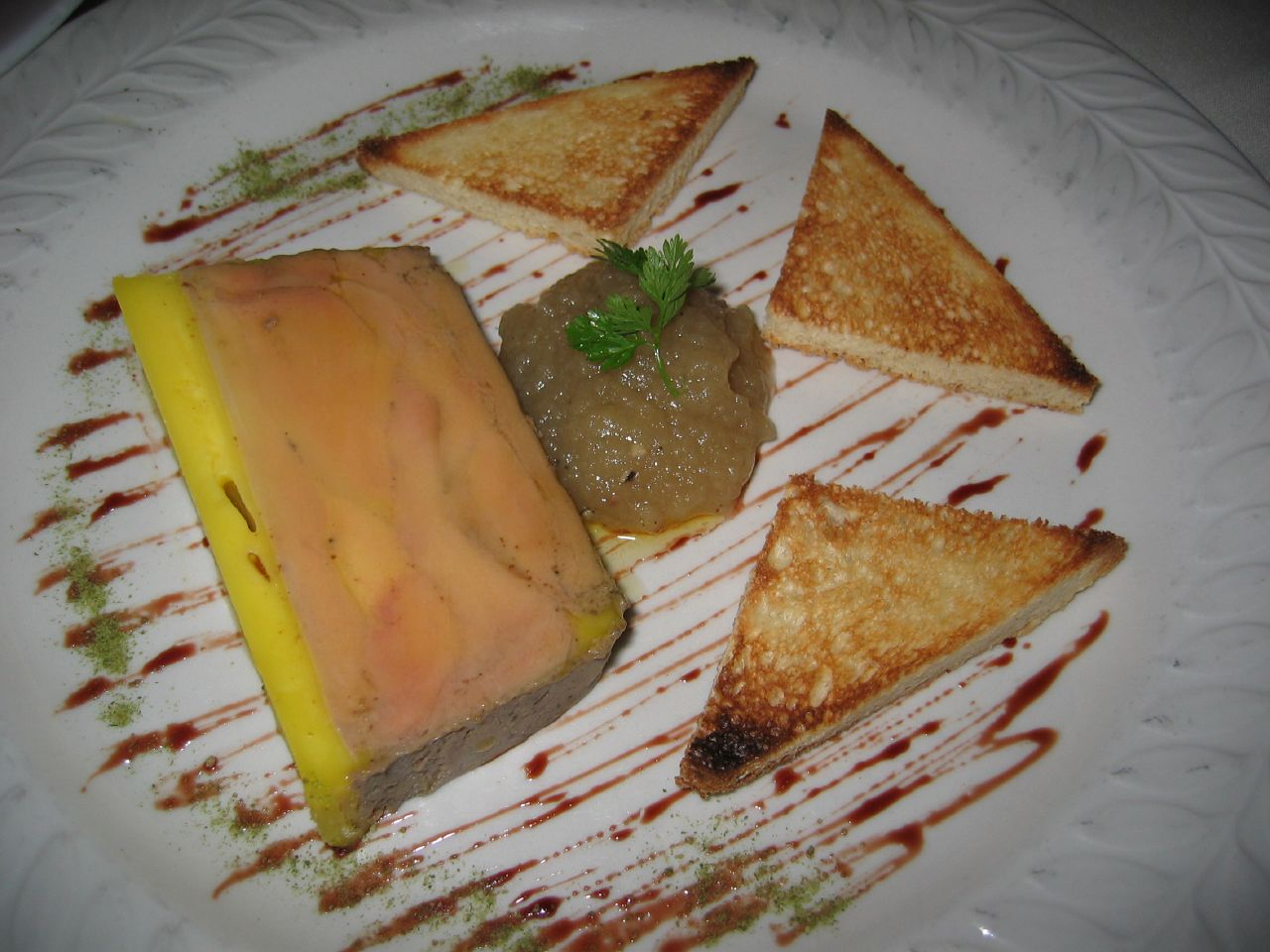
Terrine au foie gras

Les pâtés de foie génériques actuellement vendus en France (boutiques diverses, charcuteries, moyennes et grandes surfaces) doivent obligatoirement comporter une proportion importante de foie de porc ou de volaille. La commercialisation du pâté de foie de volaille, issu, en France, de toutes les régions, implique que le produit réponde à des spécifications particulières du Code des usages de la charcuterie, qui exige modestement que la masse de foie de volaille, ou d'une espèce de volaille, expressément citée, représente « au moins 15 % » de la masse nette du produit, l'obligation étant plus grande (20 %) si le nom « foie gras d'oie » ou « de canard » est revendiqué.
Le pâté de foie de porc peut contenir des œufs, du lard, des oignons, des échalotes, de la farine, des épices et du thym.
Selon leur consistance et la recette, les pâtés de foie sont tranchables ou tartinables. 
Tartinables, ils se distinguent des mousses et des crèmes par une texture plus serrée, une certaine mâche. En Allemagne comme en Alsace, une pâte plus fine est généralement privilégiée (Leberkäse, « fromage de foie »).
En ce qui concerne les préparations à domicile ou chez des restaurateurs, les recettes sont variées, plus ou moins complexes, et attestent parfois d'originalité. Ainsi, le Larousse gastronomique cite une recette de Christian Parra (autrefois étoilé Michelin à La Galupe, devant l'Adour), faisant intervenir foie et gorge de porc, canard gras, y compris la peau, piment d'Espelette et ail haché. Le cuisinier basque et gascon mettait son pâté de foie en bocaux et stérilisait, préconisant : « Attendre le plus longtemps possible avant de déguster. » Jean Ducloux, qui s'était rendu célèbre à Tournus, au restaurant Greuze, proposa, sous le nom de « pâté de volaille », une recette assez compliquée, avec noix de veau, foies de volaille préalablement revenus au beurre, œufs, crème fraiche, et une cuisson effectuée au bain-marie, au four. 
Le pâté de foie, éventuellement utilisé pour la confection de mousses, dites de « foie gras », est fréquemment utilisé en garniture pour les sandwichs 
Le pâté de foie de volaille est une bonne source de fer, environ 9,19 mg pour 100 mg.

## Dans la littérature gastronomique

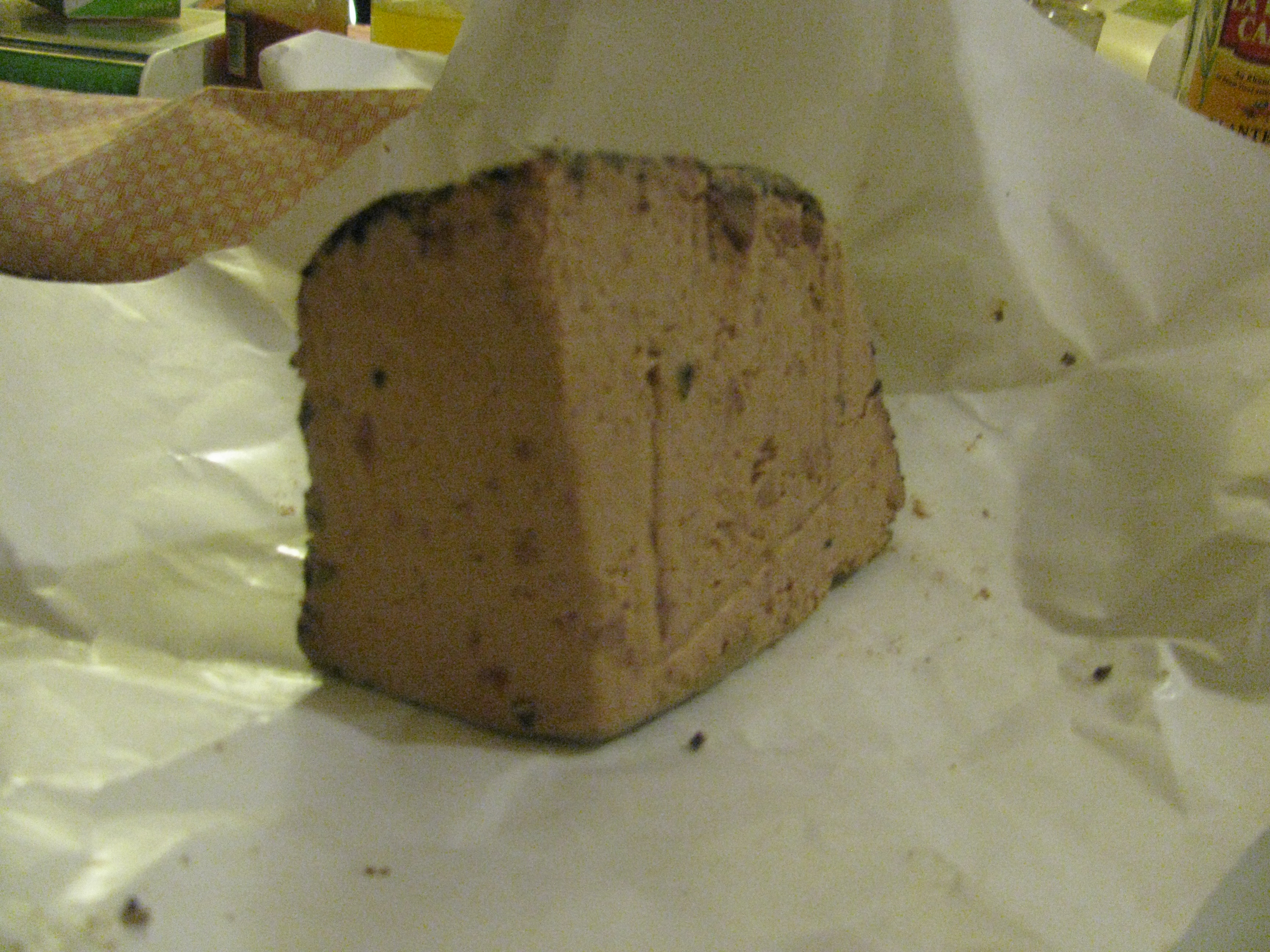
Pâté de foie de canard à l'armagnac.

Le Larousse gastronomique énonce dans son édition 2007 que le pâté de foie contient de 15 à 50 % de porc. 
L'édition 1997 définit assez confusément le pâté de foie comme : « confit de foie (40-60 %) de porc, ou (campagne, avec morceaux de foie) ou pâte à tartiner de structure fine, pâté à base de foie ». 
En 1984, le Larousse gastronomique indique : « 15 % de foie de porc et 45 % de gras. »
Joseph Favre, qui s'attarde par ailleurs sur le pâté de foie gras, présente le pâté de foie de volaille comme relevant de la cuisine d'hôtel. Dans la réédition de son monumental dictionnaire publiée en 1904, qu'il corrige peu avant sa mort, il livre une recette assez compliquée à base de « fressure de volaille, tels que canard, poulet, oie, etc. » et de lard frais, le tout « pilé, haché et passé au tamis », mis dans un moule garni de pâte à foncer. À laisser refroidir après une cuisson d'une heure et quart « à bon four », et à servir frais ou rassis. 
Une anecdote souvent colportée, peu référencée, veut que le pâté de foie gras soit inventé vers 1780, à Strasbourg, par le maréchal de Contades, gouverneur militaire d'Alsace, ou, beaucoup plus plausiblement, par son cuisinier d'origine lorraine, Jean-Pierre Clause (qui s'établit à son compte après avoir épousé la veuve d'un pâtissier local et vend son pâté "à la Contades"  rue de la Mésange). Cette priorité est démentie, dès l'introduction, par l'importante Histoire de l'alimentation publiée sous la direction de Jean-Louis Flandin et Massimo Montanari : « en 1739 déjà, on trouve, dans Les Dons de Comus, des petits pâtés de foyes gras [...] en 1740, Le Cuisinier gascon parle de petits pâtés de foyes gras aux truffes ».   
Le pâté de foie gras, qui retient souvent l'attention des chroniqueurs et écrivains gastronomiques, et dont la consommation s'est beaucoup banalisée, est célébré avec quelque exaltation dès 1808 par Grimod de la Reynière dans son Manuel des Amphitryons. Le magistrat gastronome Jean-Anthelme Brillat-Savarin évoque avec gourmandise « un énorme pâté de foie gras de Strasbourg ayant forme de bastion » dans la Méditation XIII de sa Physiologie du goût, imprimée sans nom d'auteur fin 1825, peu avant sa mort.  C'est en abusant de pâté de foie gras « œuvre de Strasbourg », dégusté en galante compagnie, qu'un personnage pitoyable de Balzac, le sot Jean-Jacques Rouget, quitte ce monde, à la fin de La Rabouilleuse (1842). Le foie gras est aussi évoqué par Alexandre Dumas dans son Grand dictionnaire de cuisine (rédigé vers 1870, publication posthume en 1873) : « On sait que le foie gras de Strasbourg est réputé fournir le roi des pâtés ».  

## Accord mets/vins
Tout dépend de la recette du pâté de foie. 
Les préparations relativement rustiques, notamment à base de porc, suggèrent des blancs aimables, mâcon, saint-véran, alsace pinot blanc, sancerre, par exemple, des rouges plutôt légers et gouleyants, en tout cas peu tanniques, beaujolais-villages, crus du beaujolais, côtes-d'auvergne, saint-joseph, cornas... entre autres. Ils s'accordent à la bonne franquette avec des vins rouges fruités et pas trop tannique, par exemple les gentils coteaux-du-lyonnais, dans l'univers gamay, ou, pour la jouer plus méridional, avec de tout autres cépages, les côtes-du-rhône, éventuellement nouveaux, les rouges des AOC ventoux et grignan-les-adhémar, celui des coteaux-des-baronnies.
Le pâté de foie gras, plus ou moins sophistiqué, n'a guère à attendre du champagne, assez souvent proposé en apéritif au restaurant avec des amuse-gueule plus ou moins généreusement tartinés.  
Côté blancs, on ira surtout vers les graves, le pessac-leognan, les sauternes et barsacs jeunes, le jurançon, les vouvrays et montlouis secs et demi-secs, l'alsace pinot gris, peut-être le meursault (prudence cependant avec le chardonnay).Les blancs moelleux tendant au liquoreux, voire franchement liquoreux, peuvent faire merveille, mais encombrent quelque peu le palais en début de repas. 
Côté rouges, on privilégie médoc, haut-médoc, saint-émilion, pomerol, châteauneuf-du-pape... là aussi, « entre autres ». Les médocs racés, évolués, mais pas trop vieillis, s'accordent subtilement avec les pâtés de foie gras raffinés, finement épicés. 

## Expression
L'expression « avoir les jambes en pâté de foie » signifiant « avoir les jambes molles », peu usitée, évoque cette préparation culinaire.